# Мак (острів, провінція Пхаттхалунг)

Острів Мак

Мак — острів в південній частині Таїланду, посеред озера Луанг, умовно відділяє його східну частину — озеро Сап.
Острів має видовжену форму з півночі на південь. На півдні вузьким проходом Лек відокремлений від південного берега озера Луанг. Має кілька глибоко врізаних заток — На, Тхаянг.
Острів вкритий лісами — північний захід, схід та південь. Велика територія заболочена — центр, північний та південний схід.
Взагалі острів низинний, хоча виділяються окремі пагорби — гори Чан, Лемла, Чонгфун. Максимальна висота острова — 87 м на півночі.
Заселений досить густо. Найбільшими поселеннями є Кхаучан та Лемкруат.